# Пандит Джасрадж
Пандит Джасрадж (англ. Pandit Jasraj, хинди पण्डित जसराज; 28 января 1930 – 17 августа 2020) — вокалист индийской классической музыки, стилей рага и Mewati Gharana. Выступал со многими индийскими музыкантами, выпустил более 10 альбомов.

## Биография
Джасрадж родился 28 января 1930 года в городе Хисар, штат Харьяна, в ортодоксальной семье брахманов, исполнявшей классические индийские песни. Его семья известна пением в стиле Mewati Gharana.
Отец Джасраджа приобщил его к музыке и вокалу. Он также обучался у своего старшего брата Манирама, а позже у Махараджи Вагхелы. Его брат Манирам взял Джасраджа к себе аккомпанировать на табла. После неудачного выступления Джасрадж ушёл от него обучаться вокалу.
Впервые Джасрадж спел в 1945 году на AIR Radio, исполнив рагу Каунси Канаду (Kaunsi Kanada). Джасрадж дал большое количество концертов по всей Индии, также он выступал со многими индийскими музыкантами.
Джасрадж обладает богатым, трогательным, звучным голосом, диапазоном в более чем три с половиной октавы. Его напевы с высоким мастерством соответствуют стилю Khayal от Mewati Gharana.

## Дискография
- Raga Symphony (2009)
- Baiju Bawra (2008)
- Upasana (2007)
- Tapasya Vol. 1 (2005)
- Darbar (2003)
- Maheshwara Mantra (2002)
- Soul Food (2005)
- Jasraj, Pandit Vol. 2 — Haveli Sangeet
- Inspiration (2000)
- Ragas Triveni and Multani Live
- Ragas Bihada and Gaud Giri Malhar
- Worship By Music/Live Stuggart '88
- Ornamental Voice

## Фильмография
- Ladki Sahyadri Ki (1966)
- Birbal My Brother (1973)
- 1920 (2008)